# Christian Friedrich von Glück
Christian Friedrich von Glück (Halle, 1º luglio 1755 – Erlangen, 20 gennaio 1831) è stato un giurista tedesco.
Dopo essersi formato negli studi giuridici all'Università di Halle, ottenne il dottorato il 14 aprile 1777. A partire dal 1784 tenne lezioni all'Università di Erlangen.
La sua fama di insigne giurista è dovuta principalmente al Ausführliche Erläuterung der Pandekten (Erlangen 1790-1830, 34 vol.).

## Opere
- Christian Friedrich von Glück, Ausführliche Erläuterung der Pandekten (Erlangen 1790-1830, 34 Bde.).